# Grito Mundial
 (mars 2018).
Si vous disposez d'ouvrages ou d'articles de référence ou si vous connaissez des sites web de qualité traitant du thème abordé ici, merci de compléter l'article en donnant les références utiles à sa vérifiabilité et en les liant à la section « Notes et références ».
Grito Mundial est le premier single officiel du chanteur portoricain Daddy Yankee sorti le 5 octobre 2009, extrait de l'album Mundial. 
Le rythme ne pardonne pas (Prende) était la première chanson de cet album. Plus tard, le chanteur a confirmé que c'était juste un single promotionnel. Le thème a été créé principalement en pensant à la projection de Daddy Yankee aux stades et aux nombreux événements. En outre, la FIFA examinait sa candidature à la chanson de la Coupe du monde de football de 2010. Selon Daddy Yankee, cette chanson était celle dont le monde avait besoin pour être heureux, pour oublier la crise économique et d'autres problèmes mondiaux, briser les préjugés et les barrières sociales comme le racisme et l'égoïsme. Il favorise également la confiance en soi en tant que méthode de progrès. Le beat a été créé par Musicologist et Menes dans le studio d'El Cartel Records[réf. nécessaire].

## Clip vidéo
Daddy Yankee apparaît dans une veste noire chantant dans les ruelles du Brésil, on peut voir beaucoup de jeunes et d'enfants jouer au foot et faire des acrobaties avec le ballon de foot. Il a été produit par Carlos Pérez.